# Obrimus mesoplatus
Obrimus mesoplatus ist eine auf der philippinischen Insel Luzon heimische Gespenstschrecken-Art aus der Familie der Heteropterygidae.

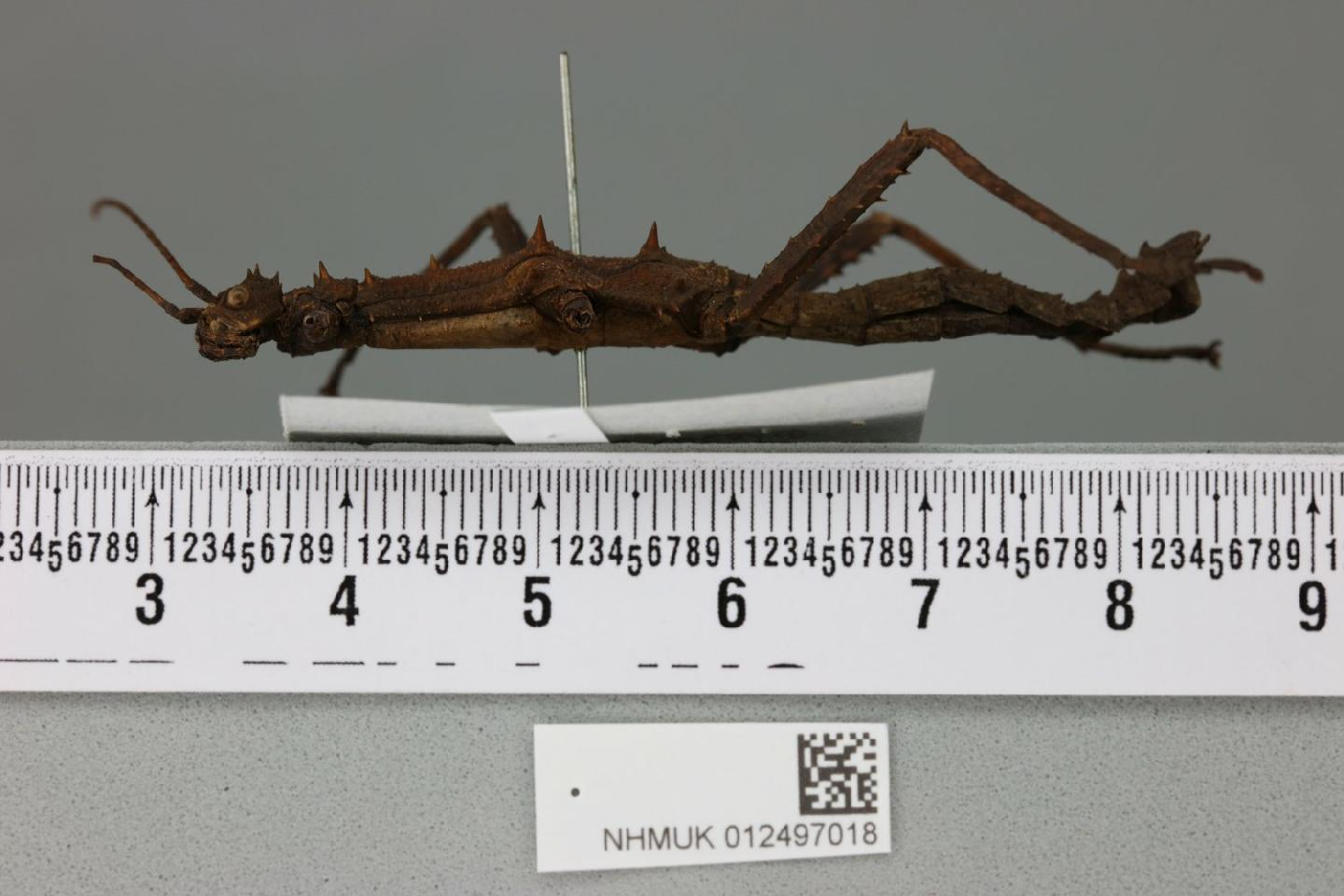
Männlicher Holotypus aus dem NHM

## Merkmale
Obrimus mesoplatus ist bisher lediglich von einem einzigen Tier, nämlich dem männlichen Holotypus bekannt. Auch bei diesem sind die für die Gattung Obrimus typischen Schlitze im Metasternum (Metasternal Pseudoforamina) sehr schmal und kaum erkennbar. Das Männchen ist gut 5,3 cm lang. Damit ist Obrimus mesoplatus die kleinsten Art der Gattung. Auf dem Kopf trägt das Männchen drei Paar Stacheln. Auf dem Pronotum befindet sich ein größeres Stachelpaar. Kaum kleiner sind ein vorderes und ein mittleres Stachelpaar auf dem Mesonotum. Auch Vorder- und Hinterrand des Metanotums tragen ein ähnlich großes Stachelpaar. Auf dem zweiten bis vierten Tergum des Abdomens befinden sich kleine Stachelpaaare. Auf dem sechsten bis neunten Abdominaltergum sitzen mittig dreieckige Erhebungen. Obrimus quadratipes fehlen sowohl das mittlere Stachelpaar auf dem Mesonotum als auch die Stacheln auf den vorderen und die dreieckige Loben auf den hinteren Abdominalsegmenten.

## Verbreitung
In der Erstbeschreibung werden als Fundort lediglich die philippinischen Inseln genannt. Da die Gattung bisher nur von Luzon bekannt ist, wird in jüngeren Arbeiten davon ausgegangen, dass auch Obrimus mesoplatus dort endemisch ist.

## Systematik

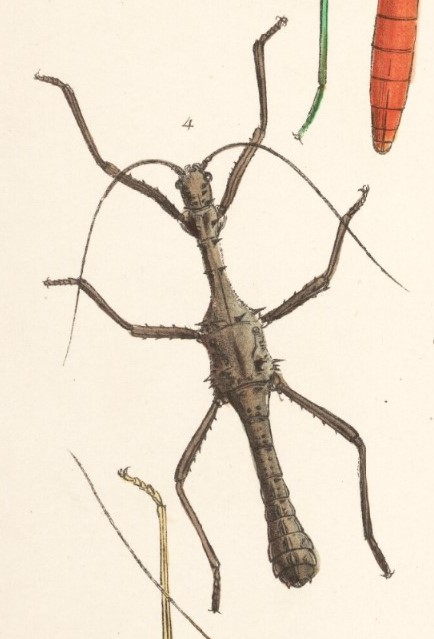
Darstellung aus der Originalbeschreibung von Westwood 1848

John Obadiah Westwood beschreibt die Art 1848 als Phasma (Acanthoderus) mesoplatus. Der gewählte Artzusatz „mesoplatus“ wird nicht erklärt. Westwood bildet ein Männchen ab und beschreibt dieses. Im Jahr 1859 überstellt er die Art wie viele andere in die nun als Gattung geführte, ehemalige Untergattung Acanthoderus und beschreibt hier erneut das Männchen, welches als Holotypus am Natural History Museum in London aufbewahrt wird.
Carl Stål überführte die Art im Jahr 1875 neben zwei anderen Westwood-Arten aus der Gattung Acanthoderus in die für Dares validispinus errichtete Gattung Dares. Von den beiden anderen Arten ist Dares ulula in dieser Gattung geblieben, während Dares otys mittlerweile als Pylaemenes otys geführt wird. Ignacio Bolívar y Urrutia erwähnt 1890 bei der Beschreibung von Obrimus quadratipes deren Ähnlichkeit mit Acanthoderus mesoplatus und weist darauf hin, dass er auch diese eher in Obrimus sieht und nicht in Dares wie Stål. William Forsell Kirby überstellte Acanthoderus mesoplatus 1904 schließlich als dritten Vertreter neben Obrimus bufo und Obrimus quadratipes in die von Stål 1875 beschrieben Gattung Obrimus.
Auch Joseph Redtenbacher bearbeitete die Art 1906. Er ordnet sie als Synonym Obrimus bufo zu und nutzt offensichtlich dessen Holotypus zur Beschreibung der Morphologie und Größe der Männchen von Obrimus bufo. Diese Synonymisierung wurde 1939 von James Abram Garfield Rehn und seinem Sohn John William Holman Rehn wieder zurückgenommen und die Art wurde als Obrimus mesoplatus wieder validiert.